# São Lourenço de Touvedo
São Lourenço de Touvedo ist ein Ort und eine ehemalige Gemeinde (Freguesia) im nordportugiesischen Kreis Ponte da Barca. Die Gemeinde hatte 210 Einwohner (Stand 30. Juni 2011).
Am 29. September 2013 wurden die Gemeinden Touvedo (São Lourenço) und Touvedo (Salvador) zur neuen Gemeinde União das Freguesias de Touvedo (São Lourenço e Salvador) zusammengeschlossen. Touvedo (São Lourenço) ist Sitz dieser neu gebildeten Gemeinde.